# Swifts Football Club
Swifts Football Club foi um clube de futebol da cidade de Slough, Inglaterra, o qual foi fundado aproximadamente em 1868. O clube produziu vários jogadores da Seleção Inglesa de Futebol durante o final do século XIX, dos quais o mais famoso foi o Charles Bambridge, o qual disputou dezoito jogos pela seleção. Swifts obteve alguns sucessos disputando a Copa da Inglaterra, chegando às semifinais em 1874, 1876 e 1886. Em 1890, Swifts fundiu-se com a Slough Albion & Young Men's Friendly Society, para formar um novo clube, o Slough, que mais tarde passou a se chamar Slough Town.

## Jogadores da Inglaterra
Estes são os oito jogadores dos Swifts que já disputaram pela seleção nacional de futebol.
- Arthur Bambridge (3)
- Charles Bambridge (18)
- Ernest Bambridge (1)
- George Brann (3)
- Edward Haygarth (1)
- Francis Pawson (1)
- William Rose (3)
- Frank Saunders (1)